# 洪坑土楼群
24°39′46″N 116°58′27″E / 24.66278°N 116.97417°E
洪坑土楼群位于中国福建省龙岩市永定区湖坑镇洪坑村，包括振成楼、福裕楼、奎聚楼、光裕楼、如升楼、景阳楼、庆成楼、福兴楼、玉成楼、庆福楼等，其年代从清至现代。1991年振成楼被列为第三批福建省文物保护单位。2001年振成楼、福裕楼、奎聚楼作为福建土楼的典型代表被列为第五批全国重点文物保护单位。2008年洪坑土楼群作为福建土楼的代表被列为世界遗产。2009年洪坑土楼群被列为第七批福建省文物保护单位。

## 振成楼
分内外两圈按八卦建造。 

## 如升楼
直径 18.2 米的袖珍圆楼。 

## 福裕楼
府第式土楼，高低有序，主次分明。内部分为三大单元。
- 环兴楼
- 庆云楼
- 玉成楼
- 庆成楼（左）、永源楼（右）
- 振成楼
- 振成楼内部
- 福兴楼
- 永成楼
- 集源楼
- 景阳楼
- 阳临楼
- 朝阳楼
- 庆福楼
- 光裕楼
- 福裕楼
- 九盛楼
- 如升楼
- 奎聚楼
- 万盛楼
- 西成楼
- 东升楼
- 林氏宗祠
- 日新学堂（林氏蒙学堂）
- 天后宫